# Svetlana Rimski-Kórsakov
Svetlana Rimski-Kórsakov Dyer, también conocida como Vieta Dyer, (Harbin, 1931) es una etnógrafa de ascendencia rusa aunque creció en China durante sus primeros años, luego se vio obligada a abandonar el país y se estableció en Australia donde enseñó chino en la Universidad Nacional Australiana hasta su jubilación. Es muy conocida por sus investigaciones sobre el pueblo dungano.

## Biografía
Nacida en 1931 en Harbin, hija de Nicolái Rimski-Kórsakov, un oficial del Ejército Blanco que se instaló en Harbin después del triunfo de los bolcheviques en la Revolución rusa. Después del nacimiento de Svetlana, Nicolái llevó a su familia a Pekín, donde recibió una educación mixta ruso-china. Después del incidente del Puente Marco Polo, su padre huyó de nuevo con su familia a Yunnan, donde obtuvo la ciudadanía china.
En 1945, después de la rendición de Japón, la familia regresó a Pekín. Donde, Svetlana asistió a la Universidad Católica Fu Jen en Pekín. Allí fue testigo del conflicto entre los comunistas y el Kuomintang, estuvo presente durante el asedio del campus de la Universidad Fu Jen por parte de las fuerzas comunistas y se vio obligada a participar en el movimiento antimisionero bajo el mando de Mao Zedong.
En 1949, después de la proclamación de la República Popular China, la familia Svetlana fue despojada de su ciudadanía china y, después de un período de dificultades financieras y psicológicas, la familia huyó del país en un barco con los últimos misioneros expulsados de China.
En la década de 1960, se matriculó en la Universidad de Georgetown en Washington, D.C., donde cursó un máster en lenguas asiáticas. Allí conoció a Paul Serruys, quien, tras conocer su orígenes y que sabía hablar ruso y chino, le sugirió que estudiara la lengua de los dunganos, una minoría étnica musulmana que habla una lengua que mezcla un par de dialectos del chino del norte con ruso y algunas palabras provenientes de lenguas persas y turcas. En 1964, presentó su tesis de máster, «El dialecto dungano: introducción y morfología».
Después de graduarse en Georgetown, se mudó a Australia, donde enseñó chino en la Universidad Nacional Australiana hasta su jubilación. Para su trabajo de doctorado inicialmente quería trabajar en el Clásico de la piedad filial, pero luego se dedicó a estudiar un manual chino coreano del siglo XIII, Lao Ch'i-ta. En 1983, presentó su tesis doctoral. Durante este período, también realizó investigaciones sobre los dunganos y publicó varios artículos.
En 2007, donó su colección de materiales de los duganos a la Biblioteca Scheut CICM del Instituto Ferdinand Verbiest de la Universidad Católica de Lovaina.